# Wendischer Schafkopf
Der Wendische Schafkopf ist ein Kartenspiel für vier Personen, das mit einem Skatblatt, also 32 Karten mit französischem Bild gespielt wird.

## Rangfolge der Karten

### Stichkraft
Jede Farbe besteht aus 6 Kartenwerten deren Rangfolge bezüglich der Stichkraft (beginnend mit dem höchsten Wert) ist:
Ass > Zehner > König > Neuner > Achter > Siebener. Die Damen und Buben sind nicht in die Farben eingereiht, sondern fungieren als permanente Trümpfe (siehe unten).

### Augenzahl
| Kartenwert | Symbol | Augen |
| Ass        | A      | 11    |
| Zehner     | 10     | 10    |
| König      | K      | 4     |
| Dame       | D      | 3     |
| Bube       | B      | 2     |
| Neuner     | 9      | 0     |
| Achter     | 8      | 0     |
| Siebener   | 7      | 0     |

### Trümpfe
Die Trümpfe stehen von vornherein fest. Der höchste Trumpf sind die Damen, dann folgen die Buben und zwar jeweils in der Reihenfolge Kreuz, Pik, Herz und Karo. Als zusätzliche Farbe ist immer Karo Trumpf, wobei die Hierarchie der Kartenwerte innerhalb der Trumpffarbe erhalten bleibt (siehe oben). Somit existieren insgesamt 14 Trümpfe.
| Hierarchie der Karten beim normalen Spiel                                         |                             |                             |
| Trumpfrangfolge beim normalen Spiel (nach rechts absteigend)                      |                             |                             |
| ♣D \| ♠D \| ♥D \| ♦D \| ♣B \| ♠B \| ♥B \| ♦B \| ♦A \| ♦10 \| ♦K \| ♦9 \| ♦8 \| ♦7 |                             |                             |
| Rangfolge innerhalb der übrigen Farben (nach rechts absteigend)                   |                             |                             |
| Kreuz                                                                             | Pik                         | Herz                        |
| ♣10 \| ♣K \| ♣9 \| ♣8 \| ♣7                                                       | ♠10 \| ♠K \| ♠9 \| ♠8 \| ♠7 | ♥10 \| ♥K \| ♥9 \| ♥8 \| ♥7 |

## Spielweise

### Kartenverteilung
Die Karten werden in 2 Gängen zu je 4 Karten ausgeteilt.

### Spielarten

#### Normales Spiel
Der Wendische Schafkopf ist ein Partnerspiel. Es spielen immer die Besitzer der beiden schwarzen Damen (Kreuz Dame und Pik Dame) zusammen.

#### Hochzeit
Hat ein Spieler die beiden schwarzen Damen auf der Hand, kann er sich entscheiden, ob er ein Solo oder aber eine Hochzeit spielt. Entscheidet er sich für eine Hochzeit, ruft er seinen Mitspieler. Im Gegensatz zum bayerischen Schafkopf muss es sich hierbei nicht zwingend um ein Ass handeln, der Spieler kann sich jede beliebige Karte aussuchen. Er kann aber auch bestimmen, dass derjenige, der den ersten Stich macht, sein Mitspieler werden soll. Dazu erklärt er "Der erste fremde Stich geht mit!"

#### Solospiele
Hält der Besitzer der beiden schwarzen Damen sein Blatt hingegen für stark genug, das Spiel allein bestreiten zu können, so sagt er nichts (ähnlich der stillen Hochzeit beim Doppelkopf) und spielt ein stilles Solo gegen die anderen Spieler. Die Trumpffarbe ändert sich nicht.
Bei der Spielform Lust-Solo erklärt ein Spieler bereits nach der Kartenausgabe, dass er alleine spielen möchte. Damen und Buben bleiben als ständige Trümpfe erhalten. Die zusätzliche Trumpffarbe darf jedoch der Solospieler bestimmen. Neben dem Karo-Solo können also auch Kreuz-Solo, Pik-Solo oder Herz-Solo angesagt werden. Der Alleinspieler muss bei einem Lust-Solo allerdings nicht zwingend die beiden schwarzen Damen besitzen. Je nach Vereinbarung kann bestimmt werden, dass jeder Spieler eine bestimmte Anzahl von Solospielen innerhalb einer Partie zu spielen hat (Muss-Solo).

### Zugaberegeln
Beim Wendischen Schafkopf gilt Farbzwang, was bedeutet, dass auf eine ausgespielte Farbe stets eine Spielkarte der entsprechenden Farbe zugegeben werden muss. Trumpfzwang und Stichzwang gelten beim Wendischen Schafkopf nicht.

## Wertung
Gewonnen hat die Partei der beiden „Alten“ (bzw. des Solospielers), wenn sie mindestens 61 Punkte hat, die Partei mit weniger als 30 Punkten ist Schneider und bleibt eine Partei ohne jeden Stich, ist sie Schwarz.
Die Wertung regelt sich auf Grund vorher getroffenener Vereinbarung. Es ist Brauch, aus der Kasse zu spielen, in die jeder Spieler vor Beginn des Spieles eine bestimmte Summe einzahlt.

## Varianten
Wie bei vielen Kartenspielen existieren auch beim Wendischen Schafkopf mehrere Varianten:

### Dreiwendsch
Grundsätzlich gelten beim Dreiwendsch, dem Spiel zu dritt,  dieselben Regeln wie beim Wendischen Schafkopf. Die Kartenverteilung ist wie beim Skat, 3-4-3 Karten. Allerdings werden nicht nach dem 1., sondern erst nach dem 2. Gang zwei Karten in die Mitte gelegt. Diese 2 Karten nimmt nach dem Teilen derjenige mit der Kreuz-Dame (nach alternativer Regelung Vorhand) auf und tauscht diese gegen 2 andere aus. Dieser Spieler wird somit zum Alleinspieler, die beiden anderen Spieler bilden zusammen die gegnerische Partei. Beim Dreiwendsch gibt es also nur Solospiele.
Nur wenn keiner der drei Spieler ein Solospiel wagen will, spielt jeder gegen jeden.

### Dreiwendsch mit scharfen Karten
Beim Spiel zu dritt mit so genannten scharfen Karten werden alle Neuner, Achter und Siebener aus dem Kartendeck entfernt, so dass sich nur mehr 20 Karten im Spiel befinden. Jedem Spieler werden 6 Karten zugeteilt. Auch bei dieser Variante werden 2 Karten in den Skat abgelegt.

### Wendischer Schafkopf zu zweit

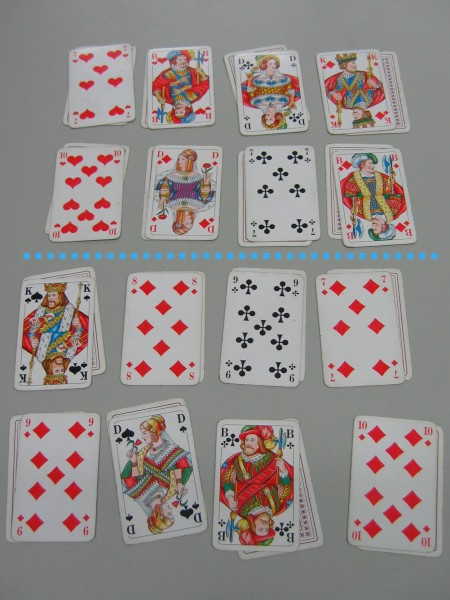
Die Ausgangssituation beim Wendischen Schafkopf zu zweit

Für diese Spielform wird das volle, 32 Spielkarten umfassende, Kartendeck benötigt. Jeder Spieler erhält 16 Karten. Dazu werden jedem Spieler 2 Reihen verdeckte Karten ausgeteilt, wobei pro Reihe 4 Karten mit der Rückseite nach oben nebeneinander liegen. Auf jede dieser verdeckten Karten wird dann eine aufgedeckte Karte gelegt, so dass jeder Spieler 8 verdeckte Karten und 8 sichtbare Karten besitzt. Auch die eigenen verdeckten Karten dürfen anfangs nicht eingesehen werden. Zunächst wird mit den sichtbaren Karten gespielt. Wird eine Karte ausgespielt, so wird die darunter liegende verdeckte Spielkarte umgedreht. Permanente Trümpfe sind die Damen und Buben sowie alle Karten der Farbe Karo. Ansonsten gelten die bereits beschriebenen Regeln des Wendischen Schafkopfs. Bezüglich der Kartenverteilung, der Spielsituation (aufgedeckte Karten) und des Spielprinzips besteht eine starke Ähnlichkeit zum Offiziersskat.